# Josh Harding
Joshua Joel Harding (Regina, 18 giugno 1984) è un ex hockeista su ghiaccio canadese, noto principalmente per la sua militanza con i Minnesota Wild, franchigia della NHL. Nel 2013 ha vinto il Bill Masterton Memorial Trophy per la perseveranza dimostrata giocando seppure affetto da sclerosi multipla.